# Christy (Film)
Christy ist ein Filmdrama und das Spielfilmdebüt von Brendan Canty. Der Coming-of-Age-Film mit Danny Power in der Titelrolle, der die Geschichte aus seinem Kurzfilm über einen in Cork lebenden Teenager weitererzählt, der in einer Pflegefamilie lebt, feierte im Februar 2025 bei den Internationalen Filmfestspielen in Berlin seine Weltpremiere in der Sektion Berlinale Generation Kplus. Dort wurde er mit dem Großen Preis der Internationalen Jury für den Besten Film in der Sektion 14plus ausgezeichnet. Im weiteren Verlauf des Jahres 2025 soll der Film in die Kinos in Großbritannien und Irland kommen.

## Handlung
Christy lebt in Cork und wird in wenigen Wochen 18 Jahre alt. Er ist gerade aus seiner Pflegefamilie geworfen worden, weil er wiedereinmal zu schnell die Kontrolle über sich verloren hat, und nun bei seinem älteren Halbbruder Shane, dessen Frau Stacey und ihrem Baby eingezogen. Sie wohnen in Knocknaheeny, einem Arbeiterviertel im Norden der der Stadt. Jahrelang lebten Christy und Shane getrennt voneinander.
Für Shane ist das nur eine vorübergehende Lösung bis eine neue Pflegefamilie für ihn gefunden wurde, Christy jedoch beginnt, sich bei ihm zu Hause zu fühlen. Er freundet er sich mit einer jugendlichen Clique an, droht aber auch dem Einfluss seiner kriminellen Cousins zu erliegen, obwohl Shane versucht, ihn von der Verwandtschaft fernzuhalten.

## Produktion

### Regie und Drehbuch
Regie führte Brendan Canty. Der irische Regisseur erlangte internationale Bekanntheit mit dem Musikvideo zu Take Me to Church von Hozier, das für zwei MTV Video Music Awards nominiert wurde. Christy ist sein Spielfilmdebüt. Zu seinen preisgekrönten Kurzfilmen gehören For You mit Barry Keoghan in der Hauptrolle, und Atali’i O Le Crezent. Das Drehbuch für Christy schrieb Alan O’Gorman. In ihrem gemeinsamen, gleichnamigen Kurzfilm von 2019, auf dem er basiert, war ihr Protagonist noch 16 Jahre alt. Die Idee für den Kurzfilm hatte Canty, als er sechs Jahren zuvor nach Knocknaheeny fuhr, um dort während der Bonfire Night Fotos zu machen. Er kam dort mit zwei Jungs ins Gespräch und war über das mangelnde Selbstvertrauen der beiden Teenager verwundert. Canty selbst nennt den Stadtteil Ballincollig seine Heimat.

### Besetzung und Dreharbeiten
Danny Power spielt in der Titelrolle den nun 17-jährigen Christy und Diarmuid Noyes seinen älteren Halbbruder Shane. Beide spielten diese Rollen bereits in Cantys Kurzfilm. Emma Willis spielt Shanes Frau Stacey. In weiteren Rollen sind Alison Oliver, Helen Behan und Chris Walley zu sehen.
Die Dreharbeiten fanden im August 2023 in Cork und dem Vorort Knocknaheeny statt. Dort wurde im Mai 2019 auch Cantys Kurzfilm gedreht. Kameramann Colm Hogan war zuletzt für den Horror-Thriller Oddity von Damian Mc Carthy tätig. Er fungierte auch bei dem Filmdrama Foscadh von Seán Breathnach als Kameramann, das im Jahr 2022 von Irland als Beitrag für die Oscarverleihung in der Kategorie Bester Internationaler Film eingereicht wurde.

### Filmmusik und Veröffentlichung
Die Filmmusik steuerte der irische Geiger Daithi O’Dronai bei. Zuvor war er für Filme wie Lakelands von Robert Higgins und Patrick McGivney und Aontas von Damian McCann tätig. Das Soundtrack-Album mit insgesamt 15 Musikstücken wurde Anfang August 2025 von Faction Records als Download und auf Vinyl veröffentlicht.
Die Weltpremiere des Films fand am 14. Februar 2025 bei den Internationalen Filmfestspielen Berlin statt, wo er in der Sektion Generation Kplus gezeigt und hier mit dem Großen Preis der Internationalen Jury ausgezeichnet wurde. Ende April, Anfang Mai 2025 wurde er bei Crossing Europe vorgestellt. Im Juli 2025 erfolgten Vorstellungen beim Internationalen Filmfestival Karlovy Vary, beim Galway Film Fleadh und beim Giffoni Film Festival. Im August 2025 wird Christy beim Edinburgh International Film Festival und beim norwegischen Filmfestival in Haugesund gezeigt. Im weiteren Verlauf des Jahres 2025 soll er in die Kinos in Großbritannien und Irland kommen.

## Rezeption

### Kritiken
Thomas Schultze schreibt in seiner Kritik, Regisseur Brendan Canty zeige mit Christy, dass er mehr als nur ein Chronist einer verlorenen Jugend in einer vermeintlich trostlosen Welt ist. Sein Film feiere die Stärke der Gemeinschaft, der Solidarität zueinander, feiere Freundschaft und Familie und bleibe dabei im Ansatz immer naturalistisch und vor allem realistisch, mit einer ganz unbändigen Energie, wie man sie erzeugt, wenn man dem wahren Leben auf der Spur ist. Fasziniert höre man den Menschen zu, wie sie in ihrem breiten irischen Akzent miteinander sprechen, und sehe zu, wie sich Blicke kreuzen oder die Menschen aufeinander blicken. Stets sei da mehr Wärme, als es zunächst scheint, und man schließe sie ins Herz. Wie sie da sitzen beim Freudenfeuer ganz am Schluss, das vergesse man nicht so schnell.

### Auszeichnungen
Crossing Europe 2025
- Nominierung YAAAS! Competition (Brendan Canty)

Galway Film Fleadh 2025
- Auszeichnung als Bester irischer Film (Brendan Canty)[18]

Giffoni Film Festival 2025
- Auszeichnung mit dem CGS Creative Journeys Prize 2025 – Generator +16 (Brendan Canty)[19]

Internationale Filmfestspiele Berlin 2025
- Auszeichnung mit dem Großen Preis der Internationalen Jury für den Besten Film in der Sektion 14plus (Brendan Canty)

Latin American Critics’ Award for European Films 2025
- Aufnahme in die Shortlist Bester Spielfilm[20]